# Lopo Rodrigues Camelo
Lopo Rodrigues Camelo foi um cavaleiro e escrivão português.

## Biografia
Escrivão da Câmara de D. Sebastião I de Portugal e da Câmara do Mestrado da Ordem de Cristo e Cavaleiro da Casa do dito Rei, vindo, na companhia do referido Príncipe, de Odemira para Coimbra, no Dia de São Simão de 1570, ao atravessar uma ribeira, esteve em risco de perecer se não fora o Rei, que lhe acudiu, pegando-lhe por uma das mãos. D. Sebastião I, querendo remunerar-lhe os serviços, lhe deu Armas Novas, alusivas ao mencionado facto, por Carta de 10 de Março de 1576, as quais são: de verde, com uma ribeira ondada de prata, aguada de azul, e dois braços, com as mãos dadas, um vestido de ouro, com a letra REY de negro, movente do ângulo direito do chefe, o outro vestido de azul, sainte do bordo inferior da ribeira e brocante sobre ela, a ribeira acompanhada de uma estrela de cinco pontas de ouro no cantão esquerdo do chefe, e de uma flor de lis do mesmo no cantão direito da ponta; timbre: um braço em pala vestido de azul, elevando uma estrela de cinco pontas de ouro.
| “ | Nota erudita. A história, aliás exacta, que o fidalgo de Alvações contava, acha-se nos Nobiliários, e está gravada no escudo desta família. Lopo Rodrigues Camelo foi moço da estribeira de el-rei D. Sebastião, e muito Querido de seu real amo. Viajara muito e era primoroso em pontos de cortesia. Uma vez acompanhara o rei a Coimbra; e, na passagem de São Marcos para Tentúgal, encontraram a ponte do Mondego caída. O rei quis passar a vau, e o estribeiro observou-lhe que o passo ali era perigoso. D. Sebastião redarguiu: – Vossa Alteza me engana – volveu o cortesão – ditoso engano é esse.» – E, metendo-se à vala espapada de limos e lodo, submergiu-se a ponto de ficar só com a cabeça e um braço de fora. El-rei acudiu-lhe, tomando-o pela mão, e tirando-o com valente pulso para a margem. Lopo Rodrigues, a fim de que os seus descendentes lessem este caso no mármore do seu brasão de armas, pediu a el-rei que lhe mandasse reformar o escudo em lembrança de tal sucesso. E assim lhe foi debuxado o escudo: Em campo verde uma ribeira de prata ondeada. Desta ribeira emerge um braço vestido de azul, do qual pega outro vestido de brocado com Letras de negro que dizem REI. Este braço real sai da banda direita do escudo, na esquerda está uma estrela de ouro de oito raios, e no canto direito de baixo uma flor-de-lis de ouro. Timbre o braço vestido de azul com a estrela nas dedos. A carta foi registada no ano de 1574. | ” |

Lopo Rodrigues Camelo era cunhado de Fernão Rodrigues Lobo.